# Biotopkartering
Biotopkartering är en karteringsmetod för att samla in information och data om biotoper.

## Biotopkartering av vattendrag
Vid biotopkartering av vattendrag noteras fysiska förhållanden i och i anslutning till vattendraget. Syftet med biotopkartering är att skapa en beskrivning av vattendraget som kan användas som underlag till naturvärdesbedömningar, åtgärdsplanering, naturhänsyn, miljökonsekvensbeskrivningar, limnisk naturvård och annan typ av verksamhet som berör mångfald i och kring vattendrag.
Inventeraren går mot strömmen längs med vattendraget och samlar in data enligt de protokoll som metodiken är uppbyggd av. Metoden är i Sverige en undersökningstyp för miljöövervakning hos Havs- och Vattenmyndigheten.
Biotopkartering och vandringshinder i Sverige registreras i den nationella biotopkarteringsdatabasen som finns att tillgå för allmänheten.